# Giovanni Nexemperger
Giovanni Nexemperger (Graz, circa 1415 – Friburgo in Brisgovia/Basilea, circa 1492) è stato un architetto tedesco.

## Biografia
Giovanni Nexemperger fu un architetto originario di Graz, che esordì collaborando ai lavori nella cattedrale di Graz, a partire dal 1438. Inoltre diresse i lavori, dal 1471 al 1478, del coro della cattedrale di Friburgo in Brisgovia e fino al 1476-1477 guidò la ricostruzione della chiesa di San Cristina a Ravensburg.
Dopo lunghe trattative accolse l'invito di andare a Milano, presso la Fabbrica del Duomo, per dirigere ed eseguire alcuni lavori, quali la realizzazione del tiburio, ancora incompleto, e della lanterna principale.
Dagli anni dell'allontanamento del Mignot nel 1402, la direzione dei lavori fu sempre svolta da architetti italiani, ma forse non con totale soddisfazione, dato che per molti anni si effettuarono ricerche in numerose città europee per contattare un architetto straniero, che ultimasse il tiburio.
In particolare, dopo la morte dell'architetto Guiniforte Solari, il 7 gennaio 1481, la Fabbrica del Duomo cercò un architetto dell'Europa del Nord, anche considerando gli sviluppi fecondi delle tecniche progettistiche e del progetto gotico in quel periodo, come dimostrarono gli articoli pubblicati dagli architetti nordici riguardanti l'argomento del passaggio tra impianto quadrato della crociera e tiburio ottagonale. L'idea dei deputati della Fabbrica del Duomo era di proseguire i lavori effettuati dal Solari, perfezionandoli, nei punti dove si erano evidenziati problemi di carattere statico.
Nel 1483 Giovanni Nexemperger arrivò a Milano e subito incominciò i lavori per il coronamento della fabbrica, ma la sua si dimostrò una infelice esperienza: appena terminata, la lanterna crollò, nel 1487.
Non si posseggono informazioni precise riguardanti il progetto dell'architetto tedesco, anche se Cesare Cesariano scrisse di vari rifacimenti del tiburio a causa della sua forma ottagonale, e che Bramante scrisse dell'importanza della giusta altezza in riferimento alla saldezza statica, ma certamente l'opera del Nexemperger non fu trascurata nei lavori dei continuatori italiani, che tra il 1499 e il 1500 completarono la ricostruzione, e che furono Gian Giacomo Dolcebuono (svizzero originario del Canton Ticino), Giovanni Antonio Amadeo e Francesco di Giorgio Martini.

## Opere
- Lavori per la cattedrale di Graz, dal 1458;
- Coro della cattedrale di Friburgo in Brisgovia, dal 1471 al 1478;
- Ricostruzione della chiesa di San Cristina a Ravensburg, fino al 1476-1477;
- Tiburio e lanterna del Duomo di Milano, dal 1483 al 1486.